# Jan Grzędzielski
Jan Zygmunt Grzędzielski (ur. 10, 20 lub 21 lutego 1875 w Rokietnicy, zm. ?) – polski nauczyciel, dyrektor gimnazjalny, major rezerwy administracji Wojska Polskiego.

## Życiorys
Jan Zygmunt Grzędzielski urodził się 10, 20 lub 21 lutego 1875 w Rokietnicy. Był synem Juliana i Marii z domu Mickiewicz. W Rokietnicy urodził się także Eugeniusz Grzędzielski (ur. 1875, także nauczyciel i oficer zaopatrzenia w armii austriackiej).
Został profesorem gimnazjalnym. 18 lipca 1901 w Sanoku zawarł związek małżeński z Zofią Marią Kazimierą Nowak (ur. 1870, córka adiunkta podatkowego Floriana Nowaka).
W szeregach C. K. Armii w grupie urzędników zaopatrzenia wojskowego od około 1900 do około 1906 był akcesistą zaopatrzenia w rezerwie. Następnie został przeniesiony do ewidencji C. K. Obrony Krajowej i zweryfikowany w stopniu akcesisty zaopatrzenia w grupie nieaktywnych urzędników zaopatrzenia obrony krajowej z dniem 1 stycznia 1900 i przydzielony do 16 pułku piechoty w Krakowie do około 1912. Przed 1901 został odznaczony Brązowym Medalem Jubileuszowym Pamiątkowym dla Sił Zbrojnych i Żandarmerii.
Po odzyskaniu przez Polskę niepodległości został przyjęty do Wojska Polskiego. Został zweryfikowany w stopniu majora rezerwy w korpusie oficerów administracji dział gospodarczy ze starszeństwem z dniem 1 czerwca 1919. W 1922 jego oddziałem macierzystym był Wojskowy Okręgowy Zakład Gospodarczy 9. Około 1923 i 1924 był oficerem rezerwowym Okręgowego Zakładu Gospodarczego 3 w Grodnie. W 1934 jako pierwszy na liście starszeństwa major rezerwy w grupie oficerów pospolitego ruszenia korpusu oficerów administracji pozostawał w ewidencji Powiatowej Komendy Uzupełnień Sieradz.
W niepodległej II Rzeczypospolitej pracował jako nauczyciel. W pierwszej połowie lat 20. był dyrektorem Państwowego Gimnazjum Żeńskiego im. Emilii Plater w Grodnie i uczył tam historii. W 1926 jako etatowy profesor Państwowego Gimnazjum im. Stanisława Staszica w Chrzanowie był urlopowany celem kierowania Miejskim Liceum Żeńskim im. św. Jadwigi w Pszczynie, gdzie uczył też historii i geografii. Pozostając nadal nauczycielem chrzanowskiego gimnazjum rozporządzeniem z 26 października 1926 został mianowany dyrektorem Państwowego Gimnazjum im. Bolesława Chrobrego w Piotrkowie z ważnością od 1 listopada 1926 do 31 sierpnia 1927. Jako pozostający w stanie nieczynnym dyrektor piotrkowskiego gimnazjum został przeniesiony w stan spoczynku z dniem 28 lutego 1930.